# Zelotes birmanicus
Zelotes birmanicus este o specie de păianjeni din genul Zelotes, familia Gnaphosidae. A fost descrisă pentru prima dată de Simon, 1884.
Este endemică în Myanmar. Conform Catalogue of Life specia Zelotes birmanicus nu are subspecii cunoscute.